# Christian Heinrich Grosch

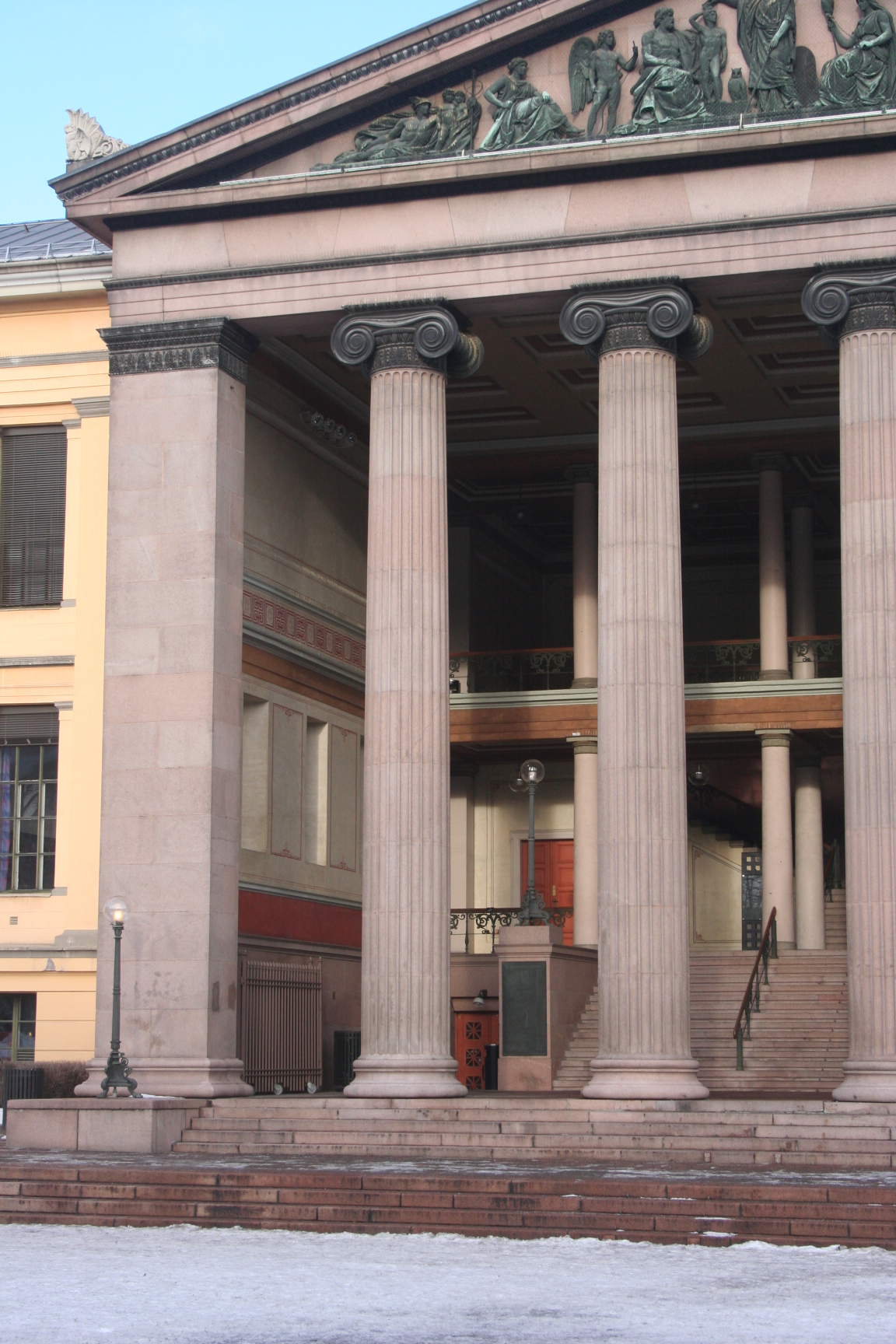
Hauptgebäude der Universität Oslo

Christian Heinrich Grosch (* 21. Januar 1801 in Kopenhagen; † 4. Mai 1865 in Christiania) war ein dänisch-norwegischer Architekt.

## Leben
Nach erster zeichnerischer Ausbildung durch seinen Vater, den Kunstmaler Heinrich August Grosch (1763–1843), lernte Grosch 1819–1820 an der königlichen Zeichenschule. 1820–1824 studierte er an der Königlich Dänischen Kunstakademie in Kopenhagen. Nach Abschluss der Studien ging er nach Christiania, wo er als Assistent bei H. D. F. Linstow für die Projektierung des neuen Schlossbaus arbeitete.
1827 (oder 1828) wurde Grosch stadskonduktør (vergleichbar einem Baudirektor), ein Amt, das er bis zu seinem Tode innehatte. 1824 bis 1840 unterrichtete er auch an der königlichen Zeichenschule.
Wichtige Werke in Oslo sind die Börse (1826–28), das Gebäude für die Norges Bank (1828), das Hauptgebäude der Universität sowie das alte Christiania Theater am Bankplassen (1837). Den Entwurf zur Universität schickte er 1838 dem von ihm hochgeschätzten Karl Friedrich Schinkel nach Berlin. Die Ausführung erfolgte nach den redigierten Plänen zwischen 1841 und 1854. Darüber hinaus entwarf Grosch zahlreiche Kirchen und öffentliche Gebäude auch außerhalb Oslos, beispielsweise den  Valbergtårnet (Valberg-Turm) in Stavanger (1850–53) und die Kathedrale in Tromsø.
Zum 200. Jahrestag seiner Geburt stiftete die Groschgesellschaft den Architekturpreis Groschmedaljen (Groschmedaille).